# Farlig færd
Farlig færd er en dansk kortfilm fra 1990, der er instrueret af David Fox.

## Handling
En uheldig forretningsmand indleder et forhold til en fremmed mands kone på et autocafeteria. Det lille, og til dels uskyldige, forhold bliver skæbnesvangert for forretningsmanden, der snart forfølges af den gale ægtemand.